# Dunbar (Wisconsin)
Dunbar è un comune degli Stati Uniti, situato in Wisconsin, nella Contea di Marinette.